# Mascagnia parvifolia
Mascagnia parvifolia là một loài thực vật có hoa trong họ Malpighiaceae. Loài này được (A. Juss.) Nied. mô tả khoa học đầu tiên năm 1912.